# Huta żelaza w Wądołku

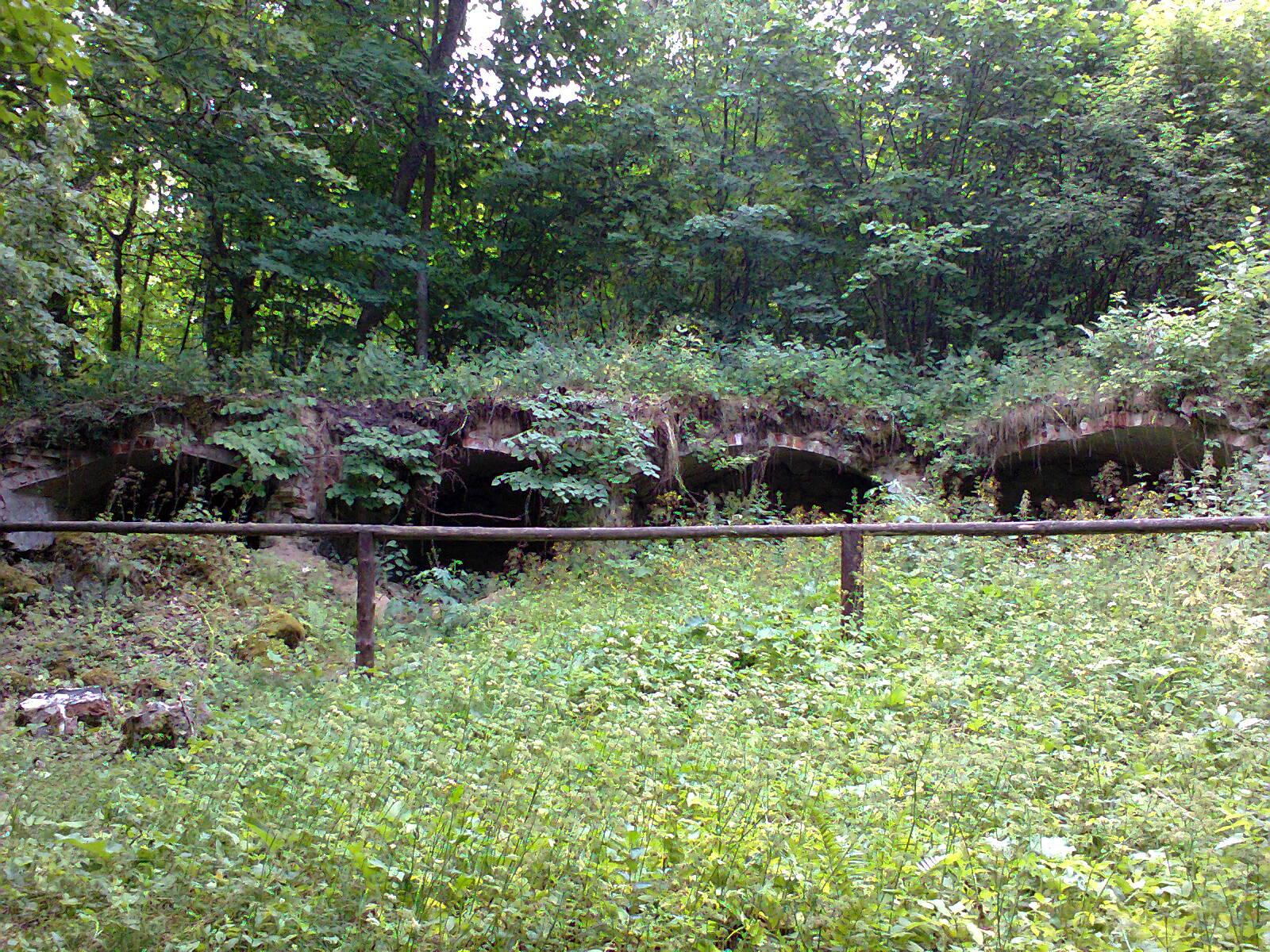
Pozostałości huty żelaza w Wądołku

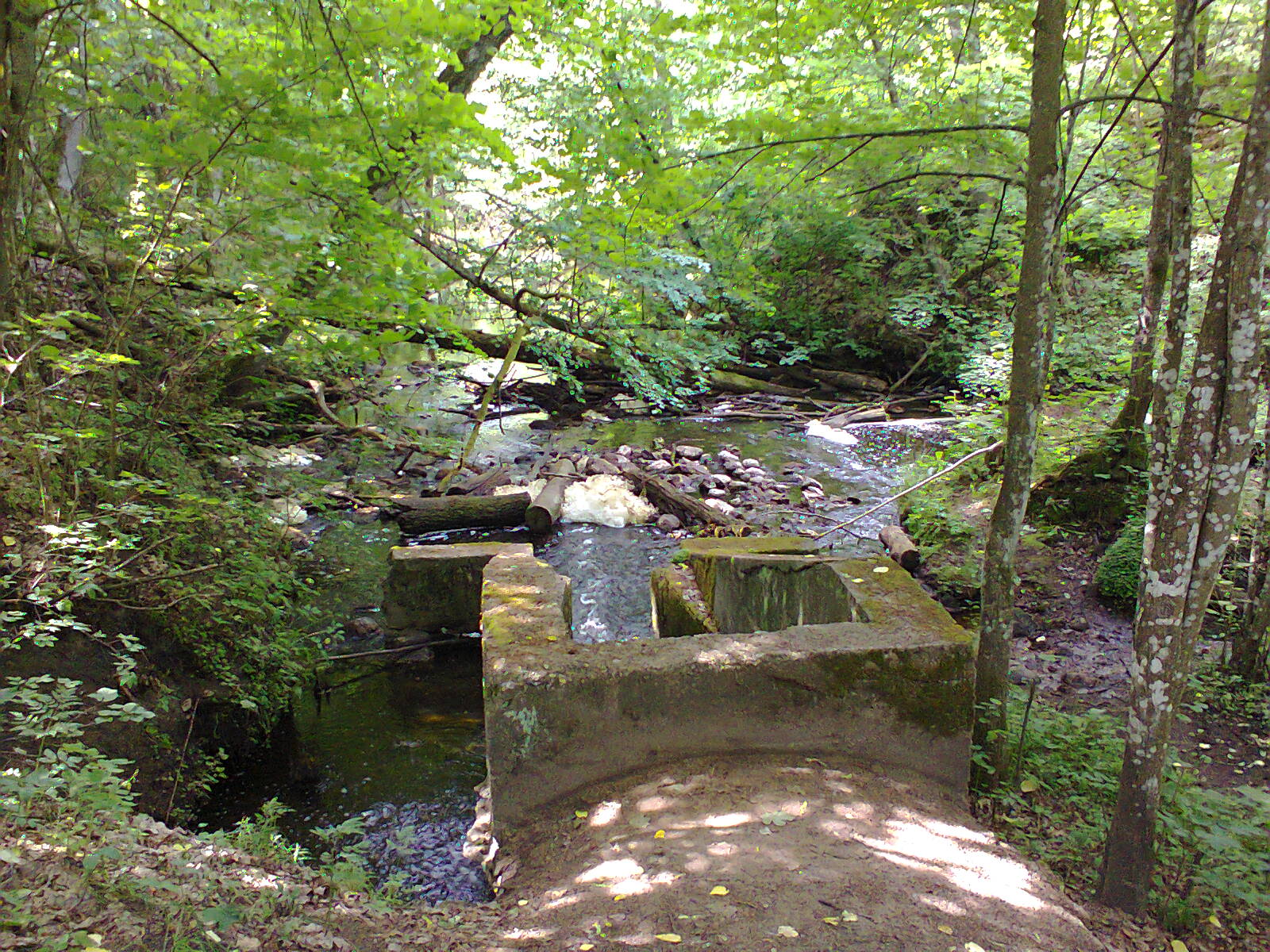
Pozostałości hydrotechniczne huty

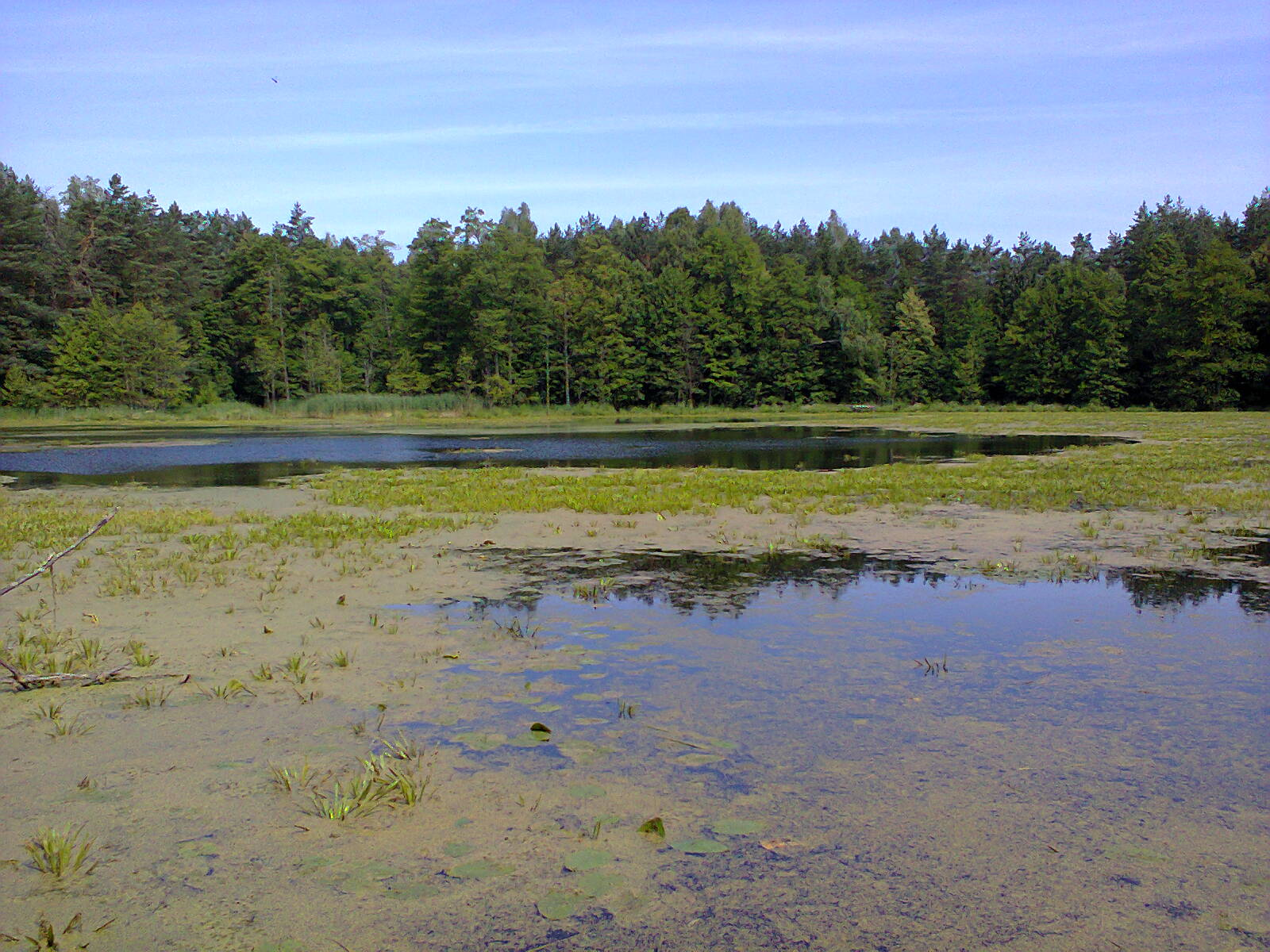
Staw Dolny (Unter Teich)

Huta żelaza w Wądołku – huta żelaza działająca w latach 1805–1880 w Wądołku na terenie Prus Wschodnich, obecnie województwo warmińsko-mazurskie, powiat piski, gmina Pisz. Była to jedyna huta żelaza funkcjonująca na Mazurach.
Prace przy budowie huty rozpoczęto już w roku 1799, po przeprowadzeniu wnikliwych badań i rozpoznania geologicznego, zleconych przez Królewską Komisję ds. Górnictwa i Hutnictwa. Prace wstępne polegały one na budowie niewielkiej cegielni mającej dostarczyć materiału do budowy huty. Pierwszy etap zakończono w roku 1806, a rozbudowę w roku 1822. Dla potrzeb energetycznych zakładu polodowcową rynnę rzeki Rybnicy przegrodzono groblą w najwęższym miejscu. W wyniku tego powstał 2-hektarowy staw o owalnym kształcie. Nosił on nazwę Staw Dolny (niem. Unter Teich) lub Staw Młyński (Mühlenteich). Jaz mógł spiętrzyć wodę do maksymalnego poziomu 2 metrów. Nadmiar odprowadzany był podziemnym kanałem istniejącym po dziś dzień.
Żelazo pozyskiwane było z występującej na tych terenach rudy darniowej. Huta posiadała turbinę wodną do której napędzania używano spiętrzonej wody rzeki Rybnica. Fundamenty wielkiego pieca miały formę kwadratu o boku 7,25 metra i zbliżonej głębokości. Komin miał wysokość 12 metrów (przekrój u podstawy – 2,5 metra, u góry – 0,5 metra). Obok pieca wzniesiono pomieszczenia na dmuchawy, kuźnię, magazyn, stajnię, skład węgla drzewnego i turbinę wodną zapewniającą napęd. Całość kosztowała 200.000 talarów.
Obok huty powstało osiedle pracownicze (osada Wondolleck lub Wondollek): trzy domy dla zarządu, trzy domy dla majstrów i modelarza, a także mieszkania dla dwunastu rodzin robotniczych. Fachowców sprowadzono ze Śląska i Westfalii.
Żelazo z huty było stosowane głównie do odlewania garnków, odważników, wag, narzędzi rolniczych, płyt, rusztów i palenisk, sprzedawanych po cztery pruskie grosze za funt. Osobnym działem produkcji były krzyże i tablice nagrobne z inskrypcjami, do dziś spotykane na mazurskich cmentarzach. Towar sprzedawano na terenie Mazur, Mazowsza i w Królewcu. Do końca 1805 wytworzono około 400 ton czystego żelaza i odlewów żeliwnych. Od czerwca 1805 do marca 1806 przerobiono w hucie 1556,5 ton rudy darniowej, zużywając do wytopu 820 ton węgla drzewnego i 168,7 tony wapna sprowadzanego z okolic Białej Piskiej. Roczny przerób huty w roku 1857 wyniósł 4000 ton rudy darniowej (z jednej tony otrzymywano ok. 355 kg żelaza). Na przełomie lat 1879/1880 zaprzestano całkowicie produkcji żelaza, a w roku 1889 huta została zlikwidowana – zburzono wielki piec i odlewnię. Przyczyną wygaszenia zakładu była konkurencja tanich produktów z Niemiec.
Większość budynków i część urządzeń huty istniała jeszcze w 1937. Po 1945 zakłady zostały opuszczone i rozszabrowane. Do czasów obecnych przetrwały jaz na Rybnicy (przebudowany w 1933) oraz przyziemna część wielkiego pieca. Obiekty te znajdują się za opuszczoną leśniczówką Jeleni Bór.